# 宫颈管消失
宫颈管消失（英語：Cervical effacement），也称宫颈成熟，是指宫颈管薄化症状。它也是比效普评分的参数之一，它也可以通过百分比进行表述。
患者在怀孕期间，宫颈通过粘液栓进行保护。当宫颈管开始消失，粘液栓松动并通过阴道滑出。粘液可能带有血，被称为“见红”。而当宫颈管消失指数从0%（没有消失）上至100%，意味着宫颈管非常薄。宫颈管消失往往伴有宫颈扩张。